# James M. Harvey
James M. Harvey (Monroe megye, 1833. szeptember 21. – Riley megye, 1894. április 15.) az Amerikai Egyesült Államok szenátora (Kansas, 1874–1877).